# 奧瑟奇納
49°42′48″N 28°26′31″E / 49.71333°N 28.44194°E
奧瑟奇納（羅馬化：Osychna）是烏克蘭的村落，位於該國西南部文尼察州，由赫梅利尼克區負責管轄，始建於1720年，面積1.83平方公里，海拔高度294米，2001年人口249，人口密度每平方公里136.07人。